# Сатир буковий
Сатир буковий (Hipparchia fagi) — вид денних метеликів родини сонцевиків (Nymphalidae).

## Поширення
Вид поширений у Південній, Центральній та Східній Європі від Північної Іспанії до півдня Уральських гір та Західного Казахстану.

## Опис
Довжина переднього крила 33-38 мм. Верхня сторона крил тьмяно-коричнева з білою або жовтуватою облямівкою. У самця перев'язь присипана коричневим напиленням. Внутрішній край перев'язі на задніх крилах майже прямий або слабо вигнутий, злегка зубчастий. Низ передніх крил зі світлою смугою і одним або двома вічкастими плямами.
Гусениця тілесного кольору з сіруватим або коричневим відтінком. Уздовж спини темна переривчаста лінія, виразна після шостого сегмента. Голова жовто-сіра, з чотирма-шістьма слабкими темними штрихами.

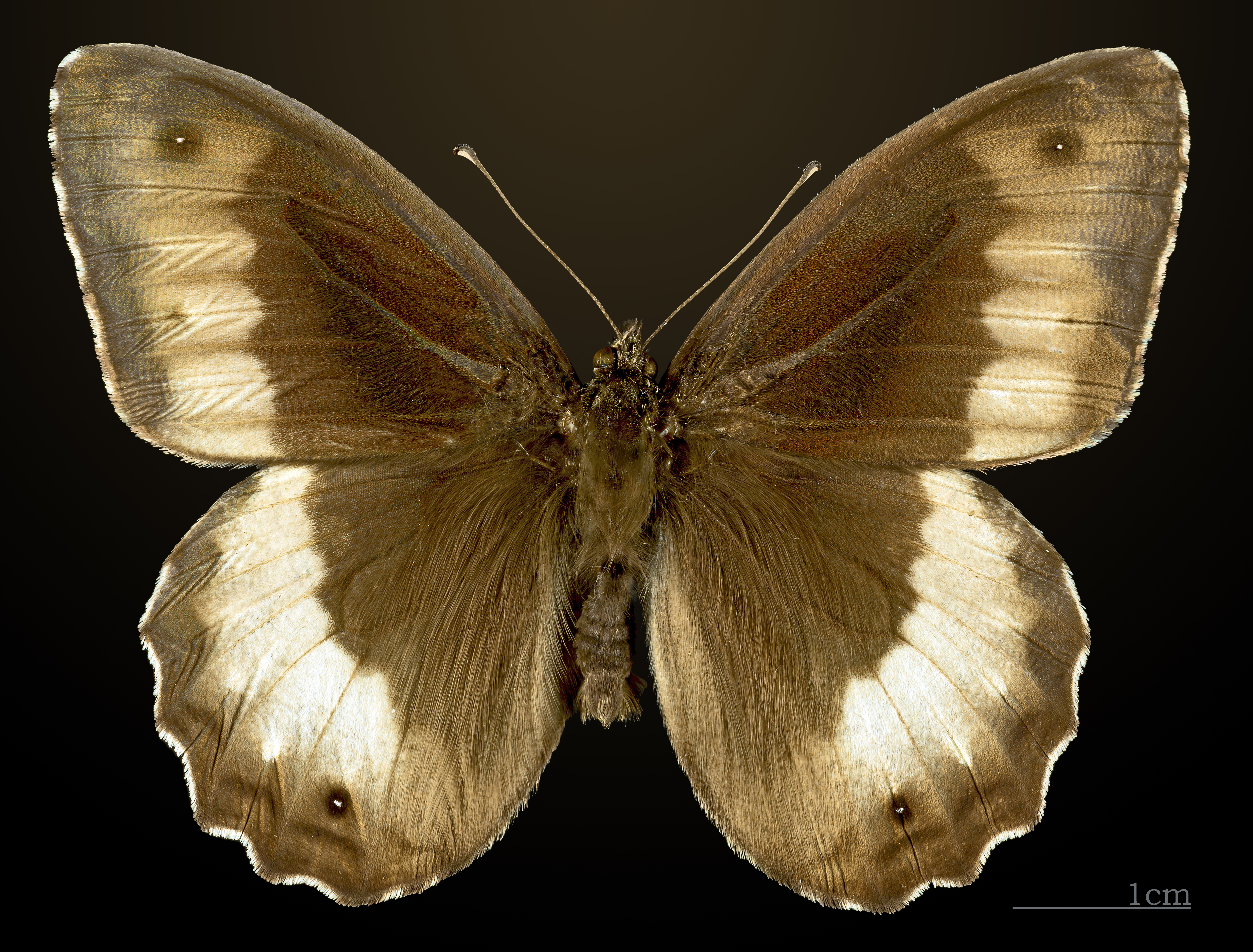
♂
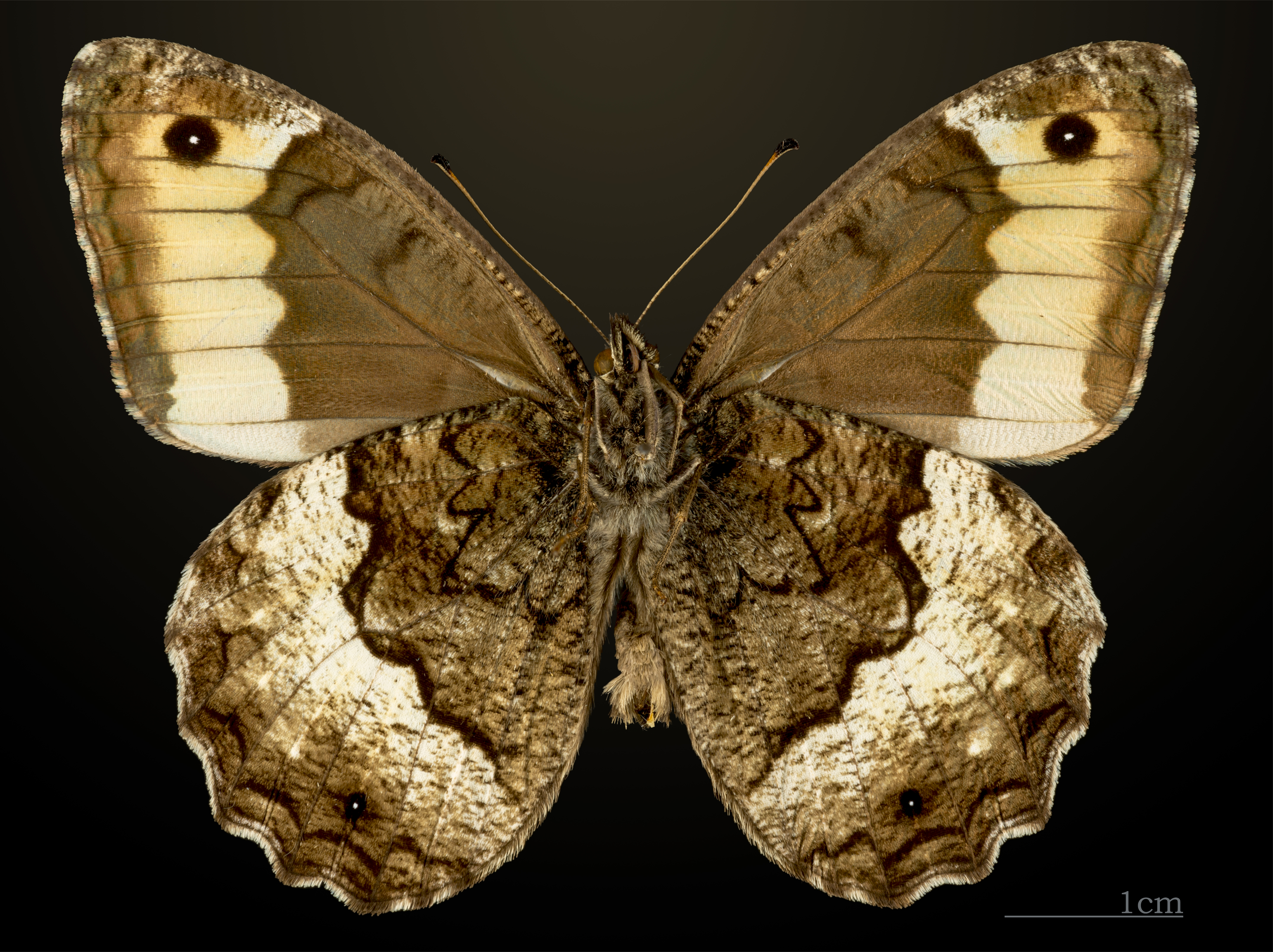
♂ △
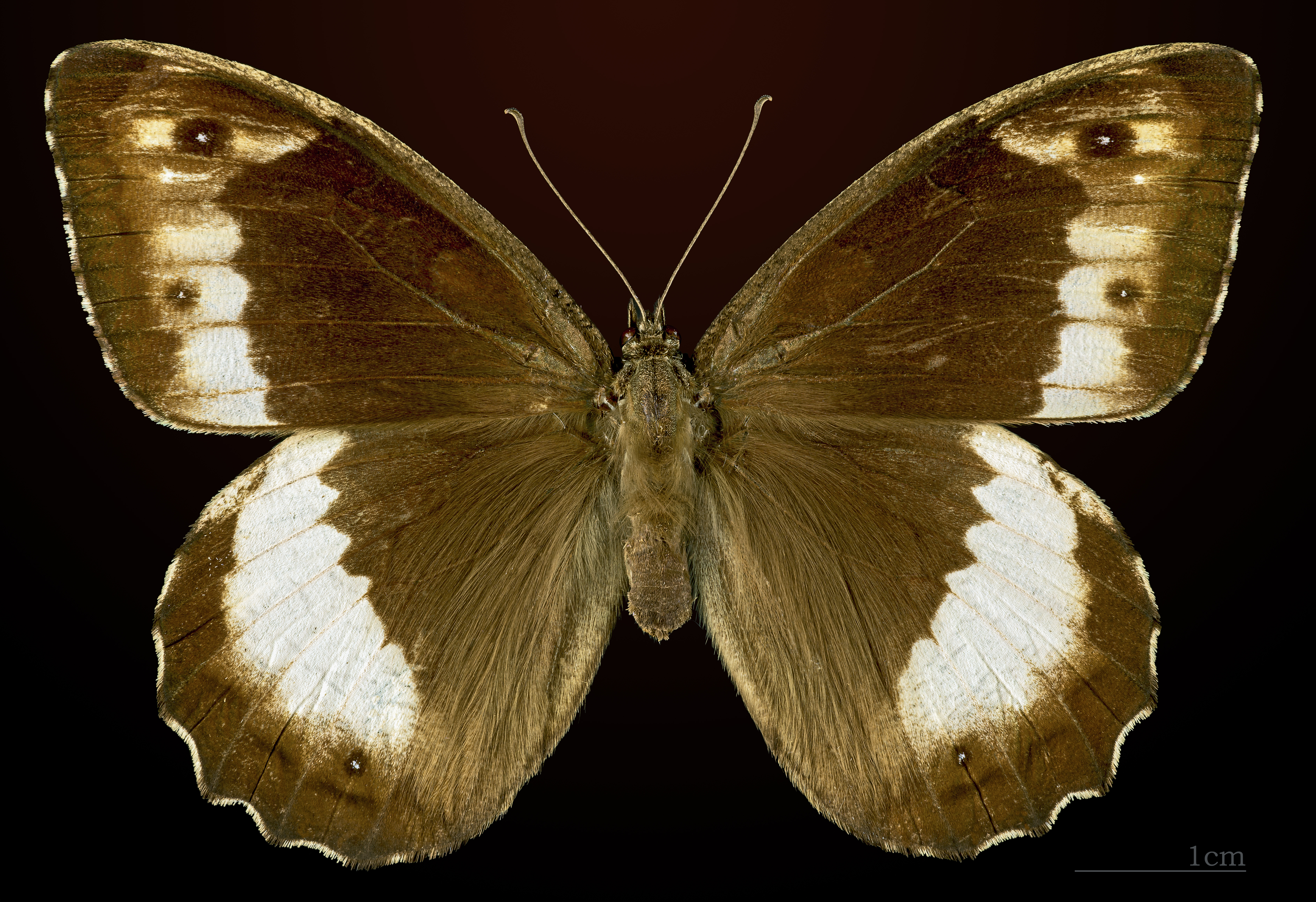
♀
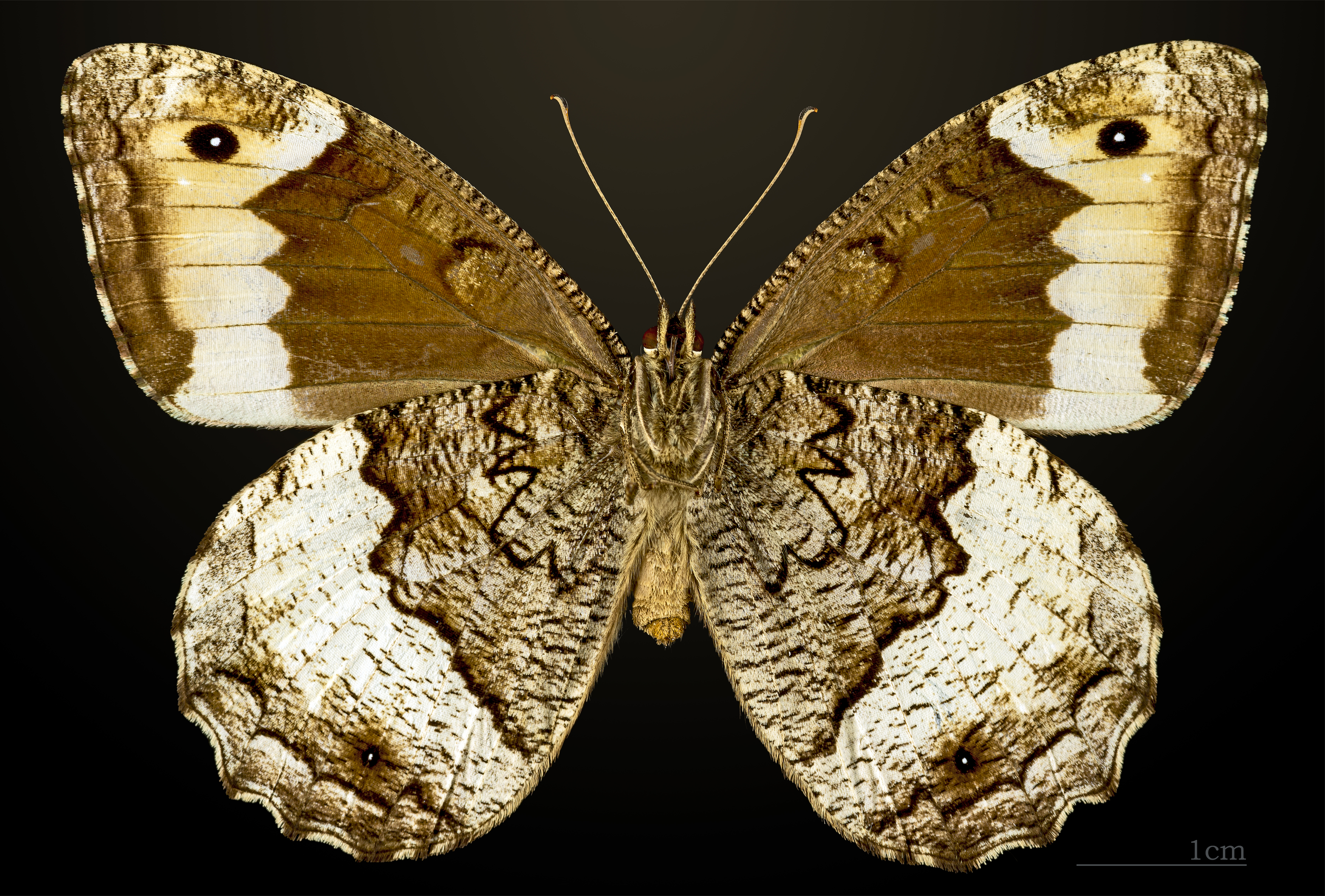
♀ △

## Спосіб життя
Метелики літають у червні-вересні. Трапляються в світлих лісах і рідколіссях. Метелики живляться деревним соком. Гусениці розвиваються з вересня по червень, активні переважно вночі. Кормова рослина — різноманітні злаки.